# Basisartige Kohomologie
In der Mathematik ist die basisartige Kohomologie oder basische Kohomologie (engl.: basic cohomology) eine Kohomologietheorie zur Beschreibung von Blätterungen, die insbesondere zur Untersuchung Riemannscher Blätterungen eingesetzt wird. Der Name bezieht sich darauf, dass die basisartige Kohomologie die Topologie des Raums der Blätter beschreibt und insbesondere im Fall eines Faserbündels mit der De-Rham-Kohomologie des Basisraumes des Bündels übereinstimmt. Die Definition geht auf Reinhart zurück.

## Definition
Sei {\displaystyle {\mathcal {F}}} eine {\displaystyle q}-dimensionale Blätterung einer {\displaystyle n}-dimensionalen Mannigfaltigkeit. Der Komplex der basisartigen Formen ist definiert als Unterkomplex des Komplexes der Differentialformen {\displaystyle \Omega ^{*}(M)} durch
{\displaystyle \Omega ^{*}(M,{\mathcal {F}}):=\left\{\alpha \in \Omega ^{*}(M):i_{X}\alpha =0,i_{X}d\alpha =0\ \forall \ X\in T_{x}{\mathcal {F}},x\in M\right\}}.
Hierbei bezeichnet {\displaystyle i_{X}} das innere Produkt und {\displaystyle d} die äußere Ableitung.
Die äußere Ableitung {\displaystyle d} bildet {\displaystyle \Omega ^{q}(M,{\mathcal {F}})} auf {\displaystyle \Omega ^{q+1}(M,{\mathcal {F}})} ab. Die basisartige Kohomologie {\displaystyle H^{*}(M,{\mathcal {F}})} ist definiert als die Kohomologie des Komplexes
{\displaystyle (\Omega ^{*}(M,{\mathcal {F}}),d)}.

## Eigenschaften und Beispiele
- Wenn {\displaystyle {\mathcal {F}}} die Blätterung durch die Fasern eines Faserbündels {\displaystyle E\rightarrow B} ist, dann gilt {\displaystyle H^{*}(M,{\mathcal {F}})=H^{*}(B;\mathbb {R} )}.
- Es gilt {\displaystyle H^{n-q}(M,{\mathcal {F}})\simeq \mathbb {R} } genau dann, wenn es auf {\displaystyle M} eine Riemannsche Metrik gibt, für die alle Blätter Minimalflächen sind.[2]
- Poincaré-Dualität hält für die basisartige Kohomologie einer Blätterung nur dann, wenn {\displaystyle H^{n-q}(M,{\mathcal {F}})\simeq \mathbb {R} } gilt, was im Allgemeinen auch für Riemannsche Blätterungen nicht notwendig der Fall ist.
- Für die schwache stabile (oder die schwache instabile) (m+1)-dimensionale Blätterung eines Anosov-Flusses auf einer (2m+1)-dimensionalen Mannigfaltigkeit gilt {\displaystyle H^{m+1}(M,{\mathcal {F}})=0}.
- Die basisartige Kohomologie ist invariant unter {\displaystyle C^{1}}-Diffeomorphismen, aber im Allgemeinen nicht unter Homöomorphismen.